# Rade (Neu Wulmstorf)
Radeⓘ (plattdeutsch Raa) ist eine Ortschaft der Einheitsgemeinde Neu Wulmstorf im Landkreis Harburg, Niedersachsen. Zum Ortschaft Rade gehören auch die Ortsteile Ohlenbüttel und Mienenbüttel.

## Nachbargemeinden
Im Süden grenzt Rade an Mienenbüttel, im Südwesten an Wennerstorf, im Westen an Oldendorf und Appel im Nordwesten an Ohlenbüttel, im Norden an Elstorf-Bachheide, im Osten an Langenrehm und Emsen. Naturräumlich liegt Rade am Westrand der Schwarzen Berge.

## Geschichte

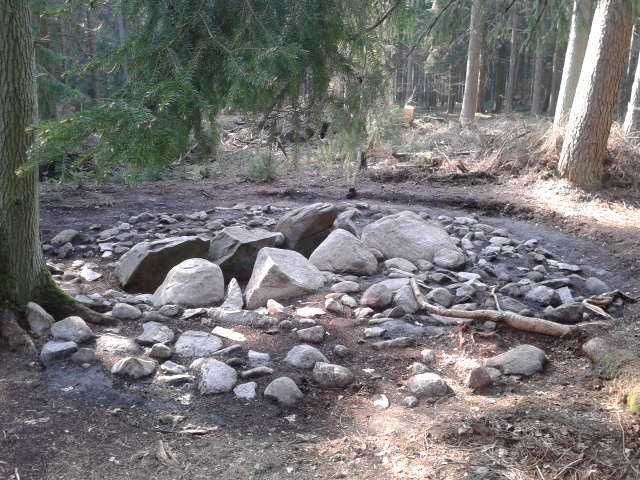
Prähistorische „Steinkiste in der Feldmark Rade“ (Einzelgrab), Mienenbüttel

Die Steinkiste in der Feldmark Rade wurde 1949 entdeckt und 2014 durch die AG praktische Archäologie Landkreis Harburg einer Pflege unterzogen. Sie wird im
jüngsten Abschnitt der Jungsteinzeit eingeordnet.
Während der Franzosenzeit war Rahde mit 81 Einwohnern ein Ort in der Mairie Tostedt und gehörte zum Département des Bouches de l’Elbe.
Eine eigene Einklassenschule für die Kinder aus Rade, Mienenbüttel und Ohlenbüttel gab es in Rade ab dem 25. Oktober 1891. Zuvor gingen sie in Appel zur Schule. Durch den Flüchtlingszuzug wurde die alte Schule nach dem Krieg zu klein und am 11. Februar 1962 wurde ein Neubau eingeweiht, bevor die Schule mit dem Tod des letzten Rader Lehrers 1970 schloss.

## Eingemeindung
Rade ging im Zuge der Gründung der Einheitsgemeinde Neu Wulmstorf am 1. Juli 1972 als Ortschaft in Neu Wulmstorf auf.

## Einwohnerentwicklung
| Jahr          | 1812 | 1925 | 1933 | 1939 | 2016 |
| ------------- | ---- | ---- | ---- | ---- | ---- |
| Einwohnerzahl | 81   | 225  | 246  | 245  | 763  |

## Politik
Ortsvorsteher der Ortschaft Rade ist Hans-Werner Kordländer.

## Verkehr
Rade liegt an der Bundesstraße 3 und als Ortschaft Neu Wulmstorfs auch an der gleichnamigen Autobahnanschlussstelle 44 der Bundesautobahn 1.